# Neutrale Überwachungskommission in Korea

NNSC-Flagge

Die Neutrale Überwachungskommission für den Waffenstillstand in Korea (englisch: Neutral Nations Supervisory Commission; NNSC) zeigt durch ihre Präsenz an der inner-koreanischen Demarkationslinie, dass das Waffenstillstandsabkommen immer noch gültig und zu respektieren ist.

## Tätigkeiten

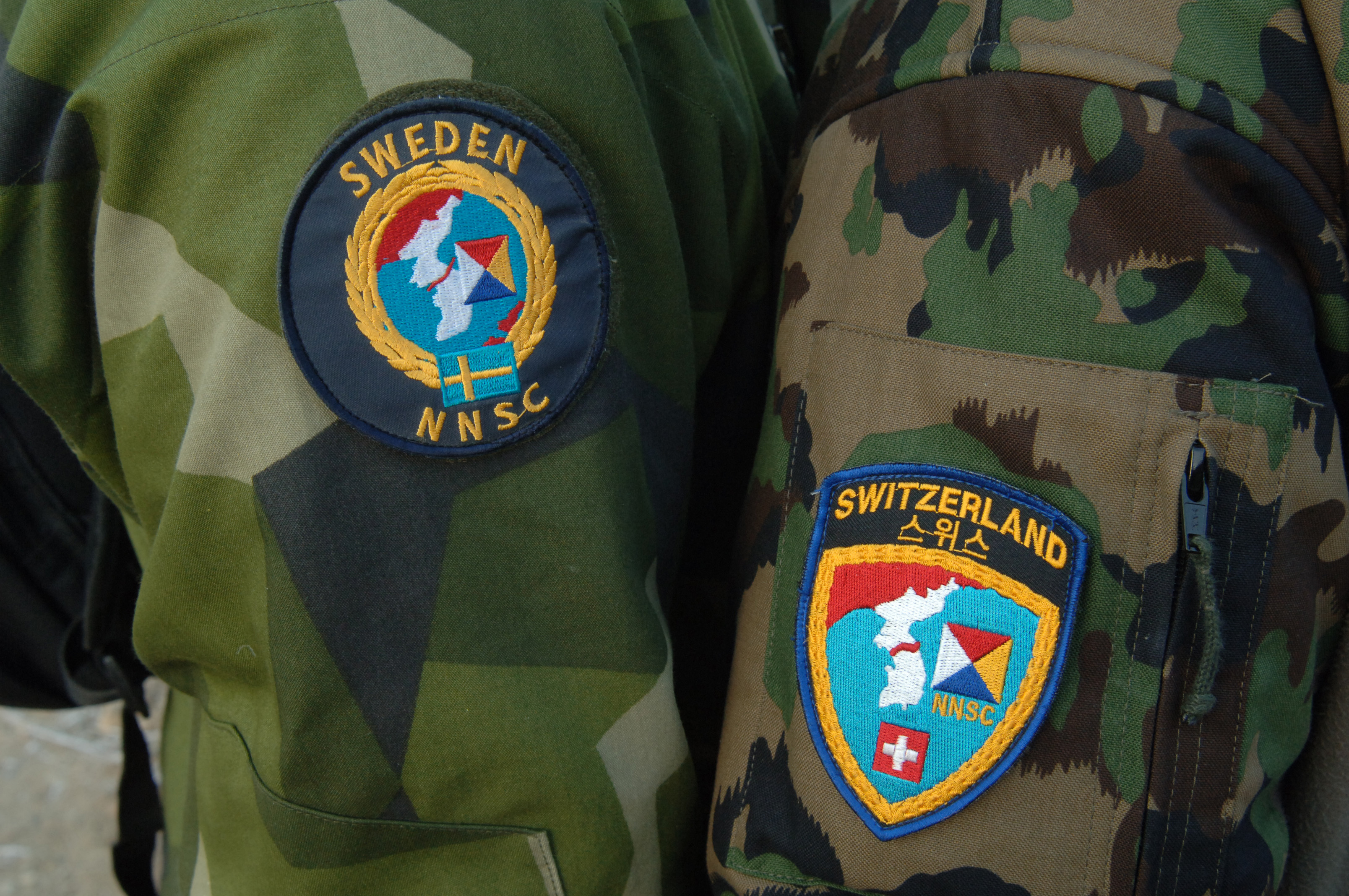
Uniformabzeichen, das NNSC-Delegierte aus Schweden und der Schweiz tragen

Die NNSC wurde durch das in Panmunjeom am 27. Juli 1953 zwischen dem Kommando der Vereinten Nationen und Nordkorea abgeschlossene Waffenstillstandsabkommen begründet. Die NNSC besteht aus Vertretern „neutraler Nationen“ beider Seiten. Neutrale Nationen sind definiert als jene Nationen, deren Kampftruppen nicht an den Feindseligkeiten in Korea teilgenommen hatten. Die in der Waffenstillstandsvereinbarung erwähnten neutralen Staaten sind Schweden und die Schweiz für Südkorea, Polen und die Tschechoslowakei für Nordkorea. Ihre Soldaten wurden auf der entsprechenden Seite der Grenze stationiert. Nach dem Fall des Eisernen Vorhangs wurden die Polen und Tschechen 1993 auf Veranlassung Nordkoreas abgezogen. Bis heute sind für die NNSC ständig je fünf schweizerische und schwedische Soldaten in Panmunjeom stationiert. Polen nimmt wieder gelegentlich an Sitzungen teil, die jetzt auch in Südkorea stattfinden.
Die NNSC unterstützt die Umsetzung des Waffenstillstandsabkommens mit Überwachungen, Beobachtungen, Inspektionen und Untersuchungen. Insbesondere sorgt es dafür, dass keine weiteren ausländischen Truppen und Militärgeräte in Korea eingeführt werden. Erlaubt sind das stückweise Ersetzen beschädigter oder abgenutzter Geräte.
Die NNSC wurde anfangs von zwanzig Inspektionsteams der neutralen Nationen, zehn permanent in Häfen in Nord- und Südkorea und zehn mobilen Teams unterstützt. Die Waffenstillstandsvereinbarungen hat die Art der Operation der Mannschaften nicht spezifiziert. Die Schweizer und die schwedischen Teams waren klein und vertrauten auf ihre Gastgeber für die Bereitstellung von Hilfspersonal, Fahrzeugen und Kommunikationsausrüstungen für die Berichterstattung an die Waffenstillstandskommission MAC. Die tschechischen und polnischen Mannschaften waren viel größer und völlig autark, einschließlich schwerer Radio-Lastwagen, Dolmetscher, Köche und Messgeräte.
Die NNSC berichtet an die Waffenstillstandskommission MAC (von englisch Military Armistice Commission). Die Waffenstillstandskommission MAC ist Teil des Mechanismus zur Regelung der Beziehungen zwischen der Nordkorea (Demokratischen Volksrepublik Korea DVRK) und Südkorea (Republik Korea). Es ist für die Umsetzung der Waffenstillstandsvereinbarungen verantwortlich und verwaltet die demilitarisierte Zone.

## Geschichte

### 1953–1957
Das erste Treffen der NNSC fand am 1. August 1953 statt.
Im Jahr 1954 gab es Anfeindungen gegen die Inspektionen der NNSC durch die Südkoreaner und Zweifel der Waffenstillstandskommission MAC, der Schweiz und Schwedens über die ausgewogene Anwendung der Inspektionen. UNC steht für das United Nations Command, das multinationale Militärhauptquartier der Vereinten Nationen in Korea. Am 31. Juli, nach Warnungen des südkoreanischen Militärs, dass eine Aktion stattfinden würde, falls die NNSC sich nicht aus Südkorea zurückziehen würde, versuchten Demonstranten, in das NNSC-Camp bei Incheon zu gelangen, wurden aber von US-Wachen gestoppt. Nach Diskussionen innerhalb der NNSC und mit Zustimmung der Waffenstillstandskommission MAC wurden die Stärken der Inspektionsteams um etwa die Hälfte reduziert.
Im März 1955 verabschiedete die südkoreanische Versammlung einstimmig die Resolution, dass NNSC-Inspektionsteams aus Südkorea ausgewiesen werden sollten. Im Mai 1955 beschlossen die USA, der NNSC mitzuteilen, dass ihre Operationen die UNC-Truppen erheblich benachteiligen würden und dass die „UNC in Zukunft Artikel 13 (d) des Waffenstillstandsabkommens als unwirksam betrachten würde“. Im August 1955 verlangte der südkoreanische Präsident Rhee Syng-man, dass die NNSC-Mitglieder Südkorea verlassen. Rund 1200 Eisenbahnarbeiter und 300 südkoreanische Kriegsveteranen versuchten, das NMSC-Gelände der Wolmi-do-Insel zu stürmen, wurden aber von mehreren hundert US-Soldaten mit Tränengas zurückgehalten. Die Demonstrationen gegen NNSC-Inspektionsteams wurden im September und Oktober fortgesetzt.
Am 31. Mai 1956 empfahl das NNC den Abzug der NNSC-Inspektionsteams aus den südkoreanischen Häfen, da sie der Ansicht waren, dass Nordkorea sich unter Umgehung der NNSC-Inspektionen aufrüste. Nordkorea erhob in der Waffenstillstandskommission MAC Einspruch. Dies zeigte jedoch keine Wirkung, da das UNC auf den Vertragsbruch bestand und die NNSC-Inspektorenteams in Südkorea per 9. Juni 1956 des Landes verwies. In der Folge wurden auch NNSC-Inspektionsteams in Nordkorea zurückgezogen. Von diesem Zeitpunkt an beschränkten sich die NNSC-Aktivitäten auf die Erfassung von Informationen, die von beiden Seiten angeboten wurden, und der Personalbestand wurde reduziert.
Beim Treffen der Waffenstillstandskommission MAC vom 21. Juni 1957 informierten die USA die nordkoreanischen Vertreter darüber, dass die UNC sich nicht länger an die Paragraf 13 (d) des Waffenstillstands gebunden sehe, der die Einführung neuer Waffen in Korea vorsehe und deren Durchsetzung primäre Mission der NNSC war. Im Januar 1958 verlegten die USA nuklearwaffenfähige Kurzstreckenraketen vom Typ MGR-1 ‚Honest John‘ und schwere Geschütze vom Typ 280-mm-Atomic Cannon M65 nach Südkorea. Ein Jahr später kamen nuklear bewaffnete MGM1-Matador-Marschflugkörper hinzu, welche auch China und die Sowjetunion erreichen konnten.

### 1958–1995

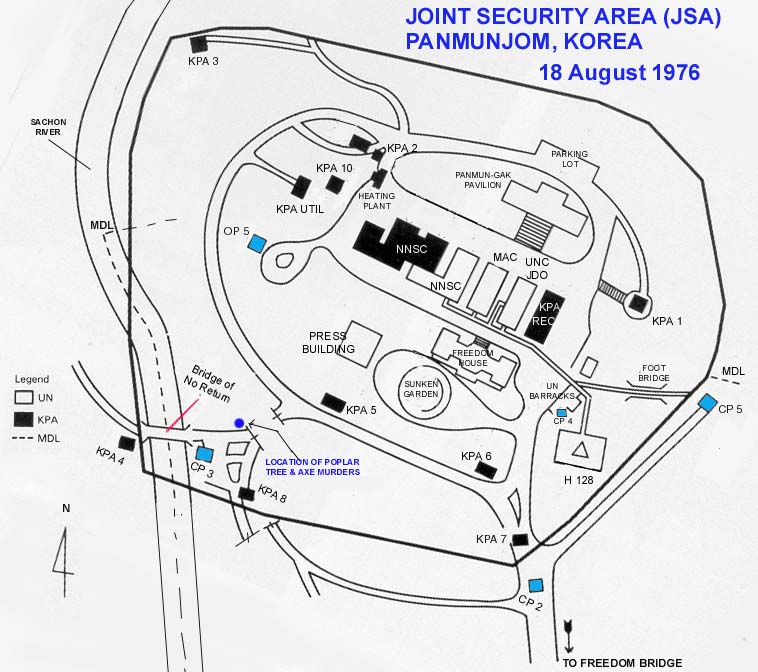
Karte der gemeinsamen Sicherheitszone (engl.: Joint Security Area – JSA) mit NNSC-Gebäuden und Standort von CP # 5, dem Eingang zum schwedischen und schweizerischen NNSC-Lager

Nach dem Rückzug der NNSC-Inspektionsteams existierte das NNSC für Nordkorea nur noch auf dem Papier.

Ein Bericht der US-Rüstungskontroll- und Abrüstungsagentur aus dem Jahr 1970 kam zu dem Schluss: „Da die NNSC nur zur Beobachtung der Durchsetzung von 13 (c) und 13 (d) gegründet wurde, hat sie keine Funktion mehr.“ Der Historiker der NNSC beschrieb diese Situation als: 
Die Amerikaner und Südkoreaner, die nicht mehr durch die Anwesenheit der Tschechoslowaken und Polen behindert wurden und die Modernisierung ihrer Waffen beschleunigen konnten, zeigten jetzt weniger Eile, eine Leiche zu beseitigen, die sie nicht mehr kümmerte und die sogar bei der Eindämmung der Propaganda von Nordkoreaner und Chinesen nützlich sein konnte. Die NNSC bleibt somit eine Fassade, die nur wegen der Befürchtung über die Leere aufrechterhalten wird, die eintreten würde, wenn sie abgeschafft würde.

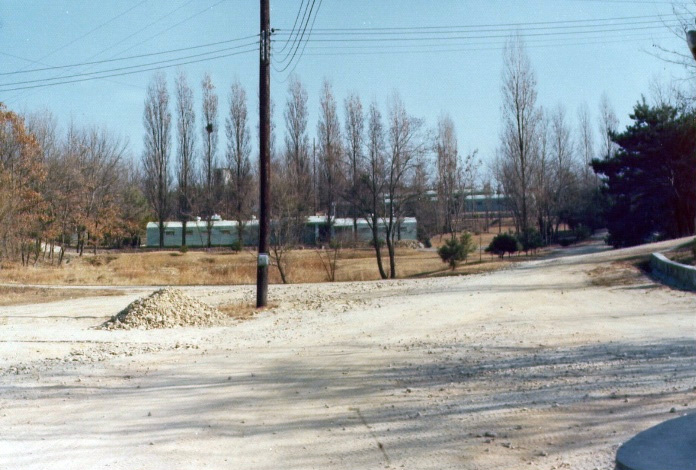
Eingang zum NNSC-Camp 1976

Von Juni 1956 bis zum Jahr 1993 stellte die NNSC ihre Kontrollen ein. Sie leitete jedoch weiterhin die Berichte der Kriegsparteien über die Ein- und Ausreise militärischer Personen an die Waffenstillstandskommission MAC weiter. Die Stärke der Delegationen aus Polen, der Tschechoslowakei, Schweden und der Schweiz wurde schrittweise reduziert: Am 9. Juni 1956 auf je 14 Mitglieder, 1960 auf jeweils neun Mitglieder und 1978 auf je sechs Mitglieder. In der gemeinsamen Sicherheitszone (JSA: Joint Security Area) von Panmunjeom befinden sich deren Büros und der Konferenzraum für die NNSC.
Die Lager für die schwedischen und schweizerischen Mitglieder und ihre Mitarbeiter befinden sich in der südlichen Hälfte der koreanischen Demilitarisierten Zone (DMZ) neben der JSA. Die ehemaligen polnischen und tschechischen Lager, die sich auf der nordkoreanischen Seite der Militärdemarkationslinie in der Nähe befanden, wurden von der koreanischen Volksarmee (KVA) übernommen und nun für andere Zwecke genutzt.
Nach dem Zusammenbruch der Sowjetunion, der letztendlich zum Beitritt Polens (1999), Tschechiens (1999) und der Slowakei (2004) zur NATO führte, und der Auflösung der Tschechoslowakei in Tschechien und die Slowakei im Jahr 1993, glaubte Nordkorea, die NNSC habe ihre Neutralität verloren und vertrat die Ansicht, dass die NNSC zusammengebrochen sei. Nordkorea hat die Mitwirkung der Tschechen 1993 und die der Polen 1995 beendet.
Seit 1995 erkennt Nordkorea die Existenz der NNSC nicht mehr an. Die schwedischen und schweizerischen Delegationen fahren fort, Berichte über südkoreanische Truppenbewegungen nach Nordkorea zu liefern, die letztere jedoch ignoriert. Polen nimmt weiterhin an den Treffen der NNSC teil, obwohl es seinen Aufgaben, wie dem Beobachten von Truppenbewegungen, nicht mehr nachkommen kann.

### Nach 2008
Seit 2008 besteht die Hauptaufgabe der NNSC darin, Beziehungen zu beiden Seiten zu pflegen und aufzubauen und einen Kommunikationskanal zwischen ihnen aufrechtzuerhalten. Fünf Schweizer und fünf schwedische Vertreter sind in der Nähe von Panmunjeom, für die NNSC stationiert. Gegenwärtig besteht ihre Hauptaufgabe darin, Präsenz an der innerkoreanischen Grenze zu zeigen und damit zu zeigen, dass der Waffenstillstand noch immer in Kraft ist. Gelegentlich nehmen polnische Delegierte an den Treffen in Panmunjeom teil, aber über Südkorea, da Polen die Seiten politisch gewechselt hat. Die Förderung von Entspannung und Sicherheit im gemeinsamen Sicherheitsbereich (JSA) fällt ebenfalls in den Rahmen dieser Aktivitäten und ist die Voraussetzung für die Erfüllung dieser Aufgaben.
Die schwedische Delegation beschreibt ihre derzeitige Aufgabe als Aufrechterhaltung des Waffenstillstandsmechanismus. Sie beschreibt, dass sie laufend Kontakt mit der UNC, nicht aber mit Nordkorea habe.
Die NNSC überwacht weiterhin die Truppenstärke in Südkorea und überwacht die jährlichen militärischen Übungen der USA und Südkoreas. Wenn Nordkoreaner in Südkorea einreisen, können die NNSC-Mitglieder sie befragen, um festzustellen, ob sie repatriiert werden oder in den Süden ausreisen wollen. Gelegentlich nimmt das NNSC an Untersuchungen der militärischen Waffenstillstandskommission der Vereinten Nationen (UNC) teil, so etwa zu den Beteiligungen Südkoreas bei Marinescharmützeln.
Polen entsendet zweimal im Jahr Vertreter zu Kommissionsversammlungen, die nach Ansicht der NNSC ihren Standpunkt legitimieren, da weiterhin 75 % der ursprünglichen Delegationen vertreten sind.
Im Jahr 2014 wurde die Praxis beendet, die Türen des NNSC-Konferenzgebäudes in Richtung des nordkoreanischen Territoriums offen zu lassen, da Nordkorea dies als „aggressive Geste“ gedeutet hatte.
Die jährlichen Kosten der NNSC belaufen sich auf etwa 4 Millionen US-Dollar. Die Wartung und Reparatur der Einrichtungen des NNSC-Camps liegt in der Verantwortung der Direktion für öffentliche Arbeiten (DPW) der US-Armee für das Gebiet I, das sich im Stützpunkt Camp Red Cloud befindet.

## Geschichte der Delegationen der neutralen Nationen
| Schweizer NNSC-Delegierte | Schweizer NNSC-Delegierte |
| Jahr                      | Anzahl                    |
| ------------------------- | ------------------------- |
| 1953                      | 96                        |
| 1956                      | 14                        |
| 1960                      | 9                         |
| 1978                      | 6                         |
| 1994                      | 5                         |

### Schweiz

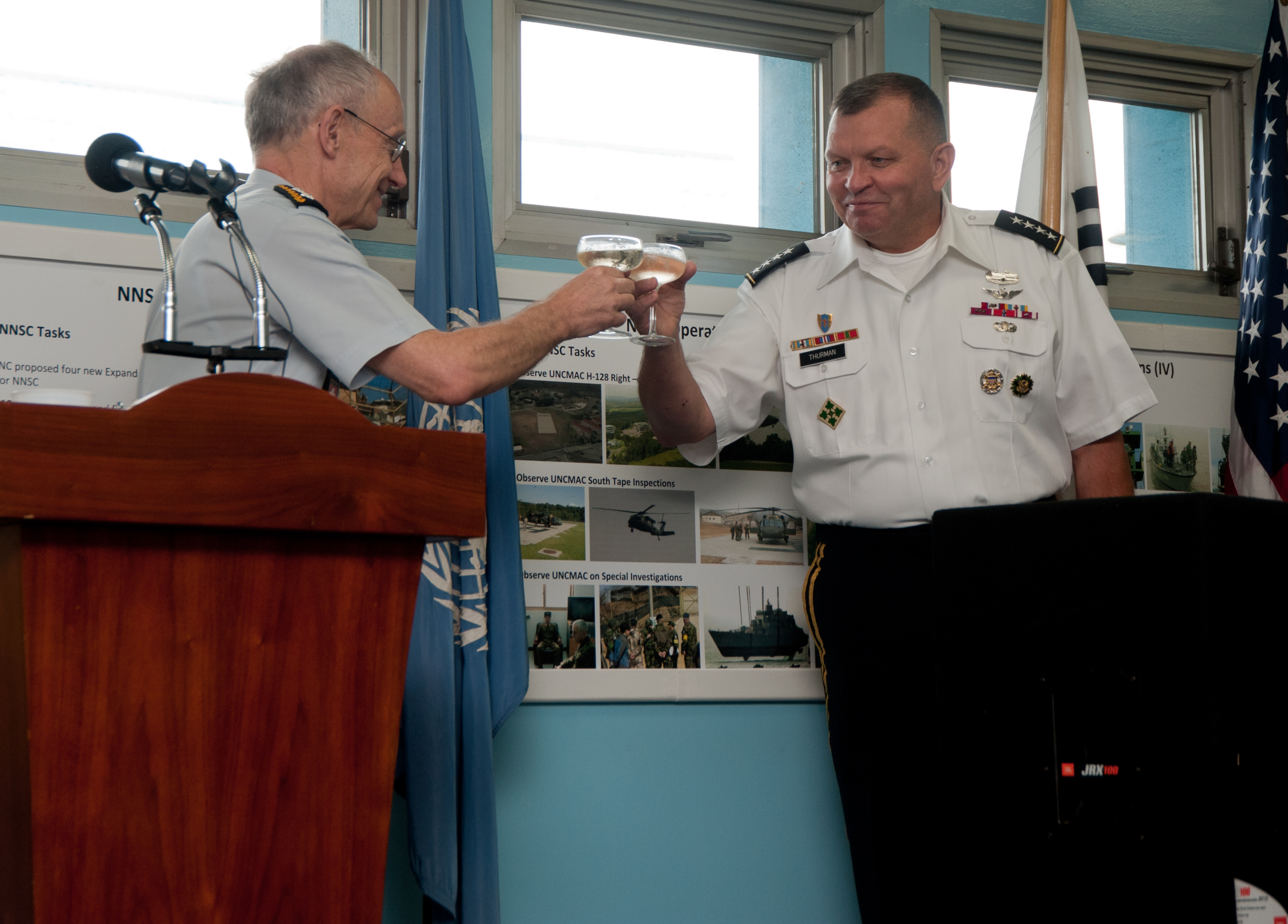
Der Schweizer NNSC-Delegierte, Divisionär Jean-Jacques Joss, mit USFK-Kommandant, General James D. Thurman, beim 58. Jubiläum des Waffenstillstandsabkommens

Am 1. August 1953 kam die erste – 96-köpfige – Schweizer NNSC-Delegation an. Nach einem Bericht der Stars and Stripes weitete sie sich zur Unterstützung der Überwachung innerhalb weniger Monate auf rund 150 Personen aus. Nach der Auflösung des Inspektionsteams wurde die Delegation auf 14 Mitglieder reduziert. In den Folgejahren wurde die Delegation sukzessive auf die jetzige Größe von fünf reduziert. Gegenwärtig ist der Delegationsleiter, der vom Verteidigungsdepartement oder vom Departement für auswärtige Angelegenheiten ausgewählt wurde, für drei bis fünf Jahre im Einsatz. Vier Reserve-Militäroffiziere unterstützen in ein- bis zweijährigen Einsätzen.
Ein Soldat der Schweizer NNSC-Delegation spielt die Hauptrolle in dem im Jahr 2000 erschienenen Thriller Joint Security Area des Südkoreaners Park Chan-wook.

### Tschechoslowakei
Eine mehr als 300-köpfige tschechoslowakische Gruppe traf in Panmunjeom zum Teil mit dem Zug und teilweise per Flugzeug Ende Juli und Anfang August 1953 ein. In den ersten vier Jahren des NNSC beteiligten sich 500 bis 600 Tschechoslowaken. Die Geschichte des ersten tschechoslowakischen Kontingents wird in dem Buch The Korean Peninsula after the Armistice as Seen by Czechoslovak Delegates to the Neutral Nations Supervisory Commission behandelt. Das Buch weist über 250 Fotografien von Mitgliedern des tschechoslowakischen Kontingents zwischen 1953 und 1956 und vier Texte über die frühe Geschichte der NNSC, geschrieben von Seungju Hong, Jaroslav Olša Jr., Gabriel Jonsson und Alex Švamberk auf. Beispiele von Fotografien wurden an anderer Stelle in der koreanischen und tschechischen Presse veröffentlicht, wie die Korea Times. Der einleitende Text über die Geschichte der tschechoslowakisch-nordkoreanischen Beziehungen und den Beginn der NNSC ist online verfügbar.
Später wurde das tschechoslowakische Kontingent bedeutend reduziert. Nach der friedlichen Spaltung der Tschechoslowakei vereinbarten die neuen Republiken Tschechien und die Slowakei, dass die Tschechische Republik die Mitgliedschaft in der NNSC wahrnehmen werde. Im April 1993 mussten die tschechischen Mitglieder ihr Lager in Panmunjeom unter Drohungen der Nordkoreaner verlassen. Seither nehmen die Tschechen nicht mehr an den Treffen der NNSC teil.
Anlässlich des 60. Jahrestages der Unterzeichnung des Waffenstillstands organisierte die Botschaft der Tschechischen Republik eine Reihe von Veranstaltungen zum Gedenken an die Beteiligung der Tschechoslowakei an der NNSC.